# 恵那市立上矢作中学校
恵那市立上矢作中学校（えなしりつ かみやはぎちゅうがっこう）とは、岐阜県恵那市上矢作町漆原67にある公立中学校。

## 沿革
- 1966年（昭和41年） - 学校統合調査研究会が発足。上矢作町立上中学校と上矢作町立下原田中学校との統合が検討される。
- 1967年（昭和42年） - 1974年頃に上中学校と下原田中学校を統合することが決まるが、住民の反対等により白紙となる。
- 1986年（昭和61年） - 統合問題特別委員会が発足。
- 1988年（昭和63年） - 統合中学校の建設地が上矢作町漆原に決定し、着工。
- 1989年（平成元年）
  - 4月1日 - 上中学校と下原田中学校を統合し、上矢作町立上矢作中学校として開校。
  - 5月 - 開校式[注釈 1]。
- 2004年（平成16年）10月25日 - 恵那市、岩村町、山岡町、明智町、上矢作町、串原村が合併し、新たに恵那市が発足する。同時に恵那市立上矢作中学校に改称する。

## 校区
なお、恵那市立上矢作小学校も上矢作地域全域を学区としている。
- 上矢作地域全域[1]

## 中学校再編計画
- 恵那市南部（2004年に合併した岩村地区、山岡地区、明智地区、上矢作地区、串原地区）の中学校（岩邑中学校、山岡中学校、明智中学校、上矢作中学校、串原中学校）を統合再編し、恵那市立恵那南中学校となる計画である。統合中学校は山岡中学校の校舎を改築し、2026年度の開校を計画している[2] 。